# João Actuário
 João Actuário  (em grego:  Ἰωάννης Ζαχαρίου Ἀκτουάριος) (c. 1275 – c. 1328) foi um médico bizantino do século XIII, a quem se deve a introdução da folha de sena e folha de maná, na terapêutica. Escreveu numerosos tratados de medicina, entre eles "De Methodo Medendi".